# Nixonova doktrina
Nixonovu doktrinu proglasio je američki predsjednik, republikanac Richard Nixon na konferenciji za novinare u Guamu 25. srpnja 1969. 
Prema ovoj doktrini SAD su očekivale da će se njene saveznice u budućnosti same brinuti o svojoj vojnoj obrani, posebice u ekonomskom smislu. Doktrina je bila nastavak vjetnamizacije Vijetnamskog rata kojeg je započeo Lyndon B. Johnson u ožujku 1968. Zamisao je bila da će na ovaj način Južni Vijetnam djelomice preuzeti odgovornost za Vijetnamski rat, tako da bi SAD jednog dana mogli poslati natrag svoje trupe. Prema doktrini bi se borba za mir izvodila u zajedništvu sa saveznicima.
U Nixonovom govoru naciji o ratu u Vijetnamu 3. listopada 1969. ove teze su iznesene na sljedeći način:
- Kao prvo, SAD će poštovati sve odredbe dogovora koji su do tada sklopljeni.
- Kao drugo, SAD će ispoštovati obrambeni štit, ako bi neka atomska velesila zaprijetila jednoj saveznici, ili pak jednoj državi čiji opstanak je bio važan za sigurnost SAD-a.
- Kao treće, SAD bi u drugim situacijama potpomogle vojno i ekonomski svoje saveznice ako bi to bilo potrebno ili dogovoreno sa saveznicama.

Ali u slučaju prijetnje prema jednoj saveznici ona bi bila ta koja bi odgovarala za većinu resursa za obranu.
Nixonovi savjetnici bojali su se da bi djelomično povlačenje američkih vojnih snaga moglo rezultirati u brzoj pobjedi snaga Sjevernog Vijetnama. To bi se moglo shvatiti kao uvjerljiv poraz SAD-a i to se jedino moglo izbjeći ako bi se sastala mirnovna konferencija, što se i dogodilo u Parizu.
Nixonov pokušaj pritiska na Sjeverni Vijetnam označen je na kraju kao Madman Theory (hrv. teorija luđaka). Bob Haldeman, jedan od glavnih američkih pregovarača smatrao je Nixona psihički slabim, i fanatičnim u svojoj mržnji komunizma i da bi bio u stanju koristiti atomsko naoružanje protiv Sjevernog Vijetnama.
Doktrinu je primijenio Richard Nixon u Perzijskom zaljevu s vojnom pomoći Iranu i Saudijskoj Arabiji pošto su se ove američke saveznice smatrale važnim za održavanje mira i stabilnosti u regiji.
Prema Michaelu Klareu, piscu knjigu Blod and oil, Nixonova doktrina je otvorila vrata vojnom sudjelovanju savezničkih država u Perzijskom zaljevu, što će kasnije pomoći uspostavi Carterove doktrine i kasnije izravnom miješanju SAD-a u Kuvajtskom kao i u Iračkom ratu.

## Vanjske poveznice
- Nixonov govor naciji o ratu u Vijetnamu 3. studenog 1969.